# Циммерман, Аким Константинович
Аким Константинович Циммерман (Яким, Иоаким; 2 сентября 1817 — 9 октября 1887) — русский педагог, юрист, учёный.

## Биография
Первый еврей-студент и выпускник Киевского университета (1839): окончил юридический факультет. Был директором Житомирского раввинского училища.
В 1845 году в Киевском университете защитил магистерскую диссертацию по специальности государственное право на тему: «О состоянии городских обывателей России до конца XVII столетия».
С 1840 года состоял преподавателем Нежинского лицея; с 1846 года профессор этого же лицея.
В 1859—1880 годах — директор 2-й Одесской гимназии.
Сыновья — математик Владимир Акимович Циммерман и педагог Павел Акимович Циммерман, председатель педагогического совета Одесской гимназии Ю. Шилейко и М. Рихтера.